# Sedlice (district de Strakonice)
Pour les articles homonymes, voir Sedlice.
Sedlice (en allemand : Sedlitz) est une ville du district de Strakonice, dans la région de Bohême-du-Sud, en République tchèque. Sa population s'élevait à 1 310 habitants en 2024.

## Géographie
Sedlice se trouve à 14 km au nord de Strakonice, à 60 km au nord-ouest de České Budějovice et à 86 km au sud-sud-ouest de Prague.
La commune est limitée par Škvořetice, Lom et Mirotice au nord, par Předotice à l'est, par Drhovle, Velká Turná et Radomyšl au sud et par Blatná à l'ouest.

## Histoire
La première mention écrite de la localité date de 1352. Sedlice a le statut de ville depuis 2006.

## Administration
La commune se compose de cinq sections :
- Důl
- Holušice
- Mužetice
- Němčice
- Sedlice

## Galerie

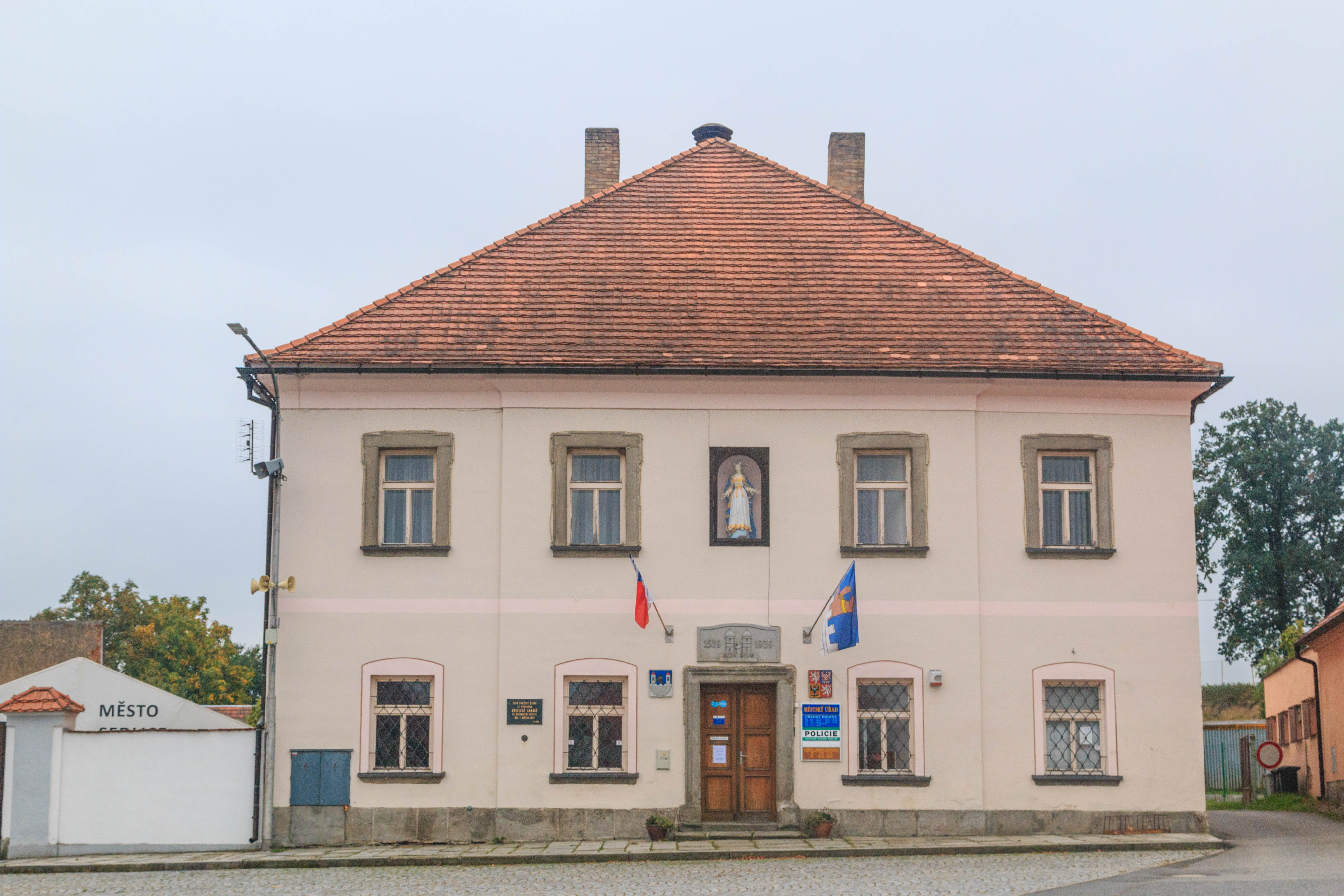
Sedlice : hôtel de ville.
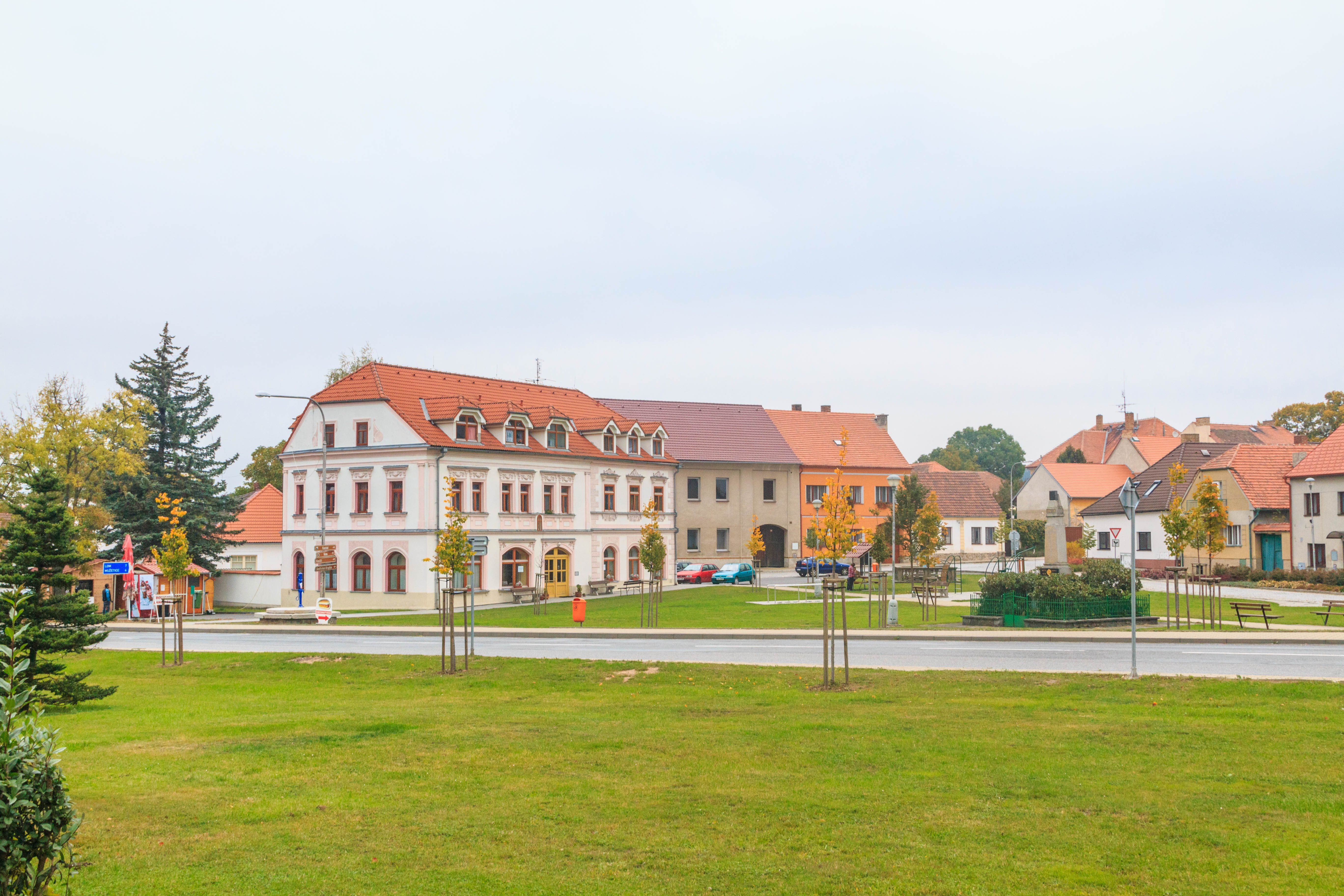
Sedlice : place Masaryk.

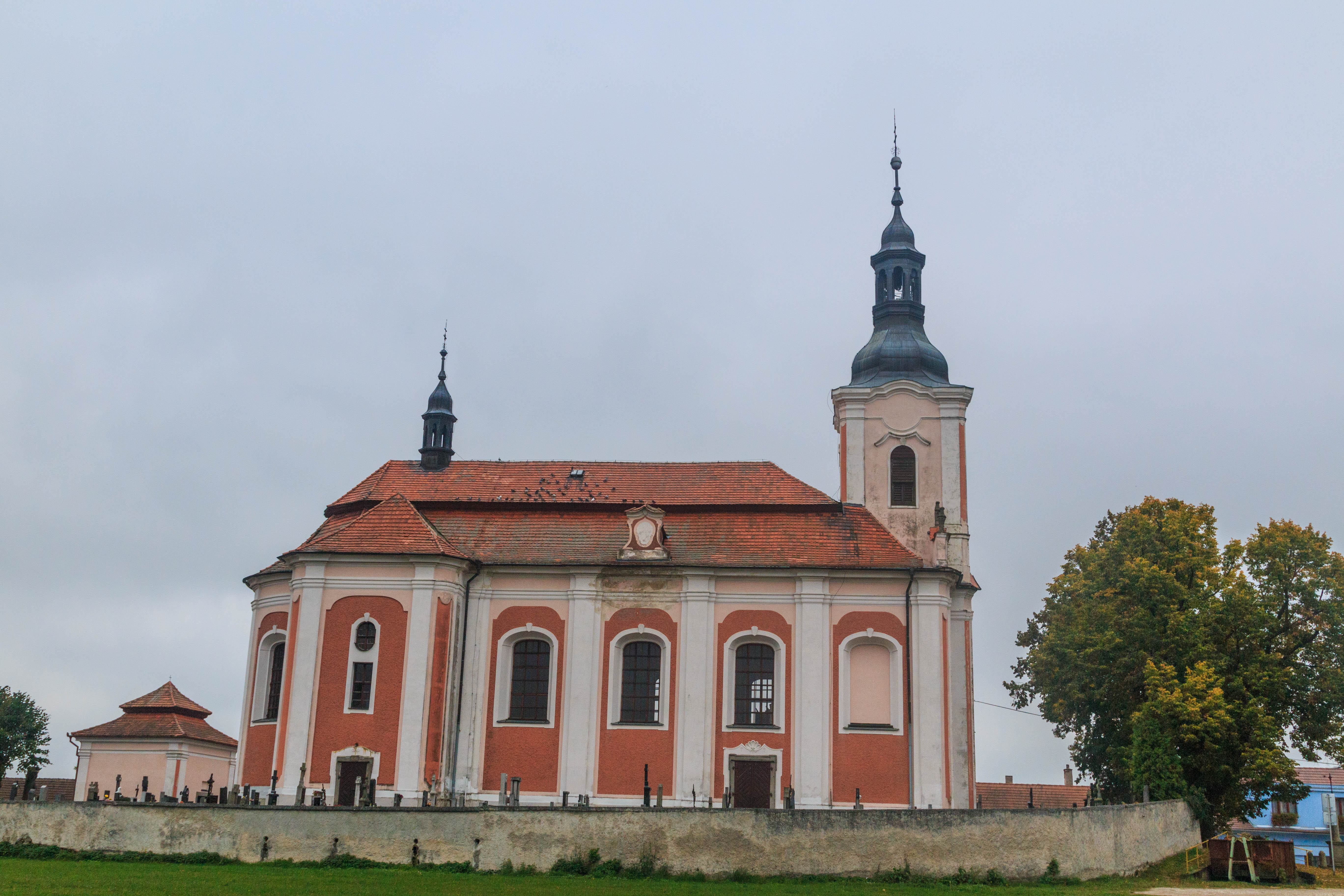
Église Saint-Jacques-le-Majeur.
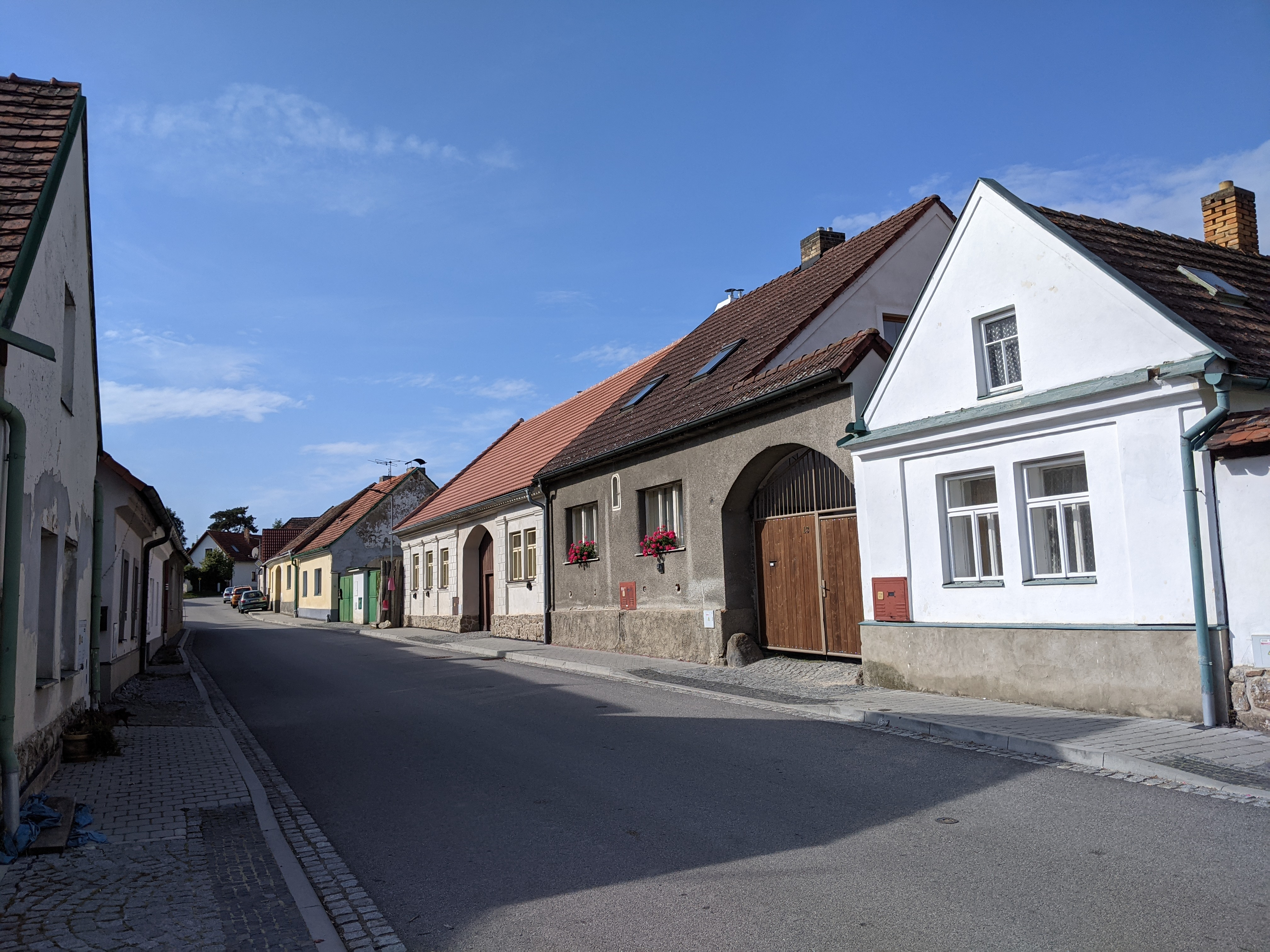
Rue Havlíčkova.

## Transports
Par la route, Sedlice se trouve à 8 km de Blatná, à 18,5 km de Strakonice, à 70 km de České Budějovice et à 124 km de Prague.